# Eric Singer
Eric Mensinger (Cleveland (Ohio), 12 mei 1958), beter bekend als Eric Singer, is een Amerikaans drummer en de huidige drummer van KISS.

## Biografie
Singer leerde in zijn tienerjaren drummen. Als hardrockliefhebber werd hij dan ook rockdrummer. Hij speelde op tijdelijke basis bij artiesten zoals Lita Ford, Brian May, Gary Moore, Black Sabbath en Alice Cooper. Ook speelde hij enkele jaren als vaste drummer in de band Badlands, opgericht door Jake E. Lee. In 1989 speelde hij in de begeleidingsband van Paul Stanley tijdens diens solotournee.
Toen in 1991 bij de KISS drummer Eric Carr kanker werd ontdekt, werd Singer door Paul Stanley ingeschakeld als tijdelijke vervanger, vlak voor de opnames van wat het hardste album van KISS in jaren zou worden. Nadat Carr later dat jaar was overleden, werd Singer de vaste drummer van KISS. In 1997 keerden gitarist Ace Frehley en drummer Peter Criss terug bij KISS en moesten Singer en gitarist Bruce Kulick de band uit. Singer speelde vervolgens op verschillende tribuutalbums mee, zoals op Forever Mod (Rod Stewart covers) en Dragon Attack (Queen covers).
In 1998 bracht hij Lost and Spaced uit onder de naam E.S.P. (Eric Singer Project) waarop zijn oude KISS-maatje Bruce Kulick gitaar speelde en Ace Frehley (van KISS) ook te beluisteren is. Toen Criss weer bij KISS vertrok, kon Singer daar weer aan de slag. Hoewel er voor Bruce Kulick geen plaats meer was bij KISS (omdat de nieuwe gitarist Tommy Thayer is), spelen ze ook nu nog weleens met elkaar. E.S.P is nooit ontbonden (zie internetsite van Eric Singer).
In Nederland was hij onder andere te beluisteren op het Museumplein in Amsterdam, tijdens Koninginnedag 2002 waar hij met de overgebleven leden van Queen optrad.
Singer werd eind 2003 weer drummer bij KISS, nadat Gene Simmons en Paul Stanley besloten om het contract van Criss niet te verlengen.
Singer drumde in 2008 voor de heavy-metalopera Avantasia, op het hele album Scarecrow. Naast Singer zijn er nog vele gastartiesten als Alice Cooper, Michael Kiske, Kai Hansen en Amanda Sommerville.
In 2015 sloot Singer zich aan bij Paul Stanley's Soul Station welke band uitsluitend soulmuziek speelt volgens de tradities van de jaren zestig en zeventig; in 2021 verscheen het album Now and Then.
- Bibsys: 12073543
- Gemeinsame Normdatei: 128594160
- International Standard Name Identifier: 0000 0001 1448 709X
- Library of Congress Control Number: no2011028400
- MusicBrainz: 293c8348-b107-4c08-b7f5-eb2448b7610a
- Nationale Bibliotheek van Tsjechië: xx0148666
- Virtual International Authority File: 77370299
- WorldCat: E39PBJjd9bXkrcyy4YDyBJ8wG3